# Église Saint-Martin d'Ath
 (mars 2011).
Si vous disposez d'ouvrages ou d'articles de référence ou si vous connaissez des sites web de qualité traitant du thème abordé ici, merci de compléter l'article en donnant les références utiles à sa vérifiabilité et en les liant à la section « Notes et références ».
L’église paroissiale Saint-Martin d’Ath en Belgique dans la province de Hainaut se situe en plein cœur de la ville près de la Grand Place dans la rue Saint-Martin.

## Histoire
L’église antérieure se situait sur le village de Brantignies près de la ville d'Ath. Sa date de construction n’est pas connue, mais l'église de Brantignies est datée entre la fin du XIIe et le début du XIIIe siècle dans un style roman. Le village se trouvait hors de l’enceinte lors de la fondation de la ville : l’église était donc très exposée pendant les guerres. Elle est d’abord incendiée par la garnison de Tournai en 1477. Après, elle est reconstruite pour être à nouveau détruite par les Huguenots en 1578 pendant les guerres de religion ou pour construire une nouvelle enceinte.
La nouvelle église Saint-Martin dans l'intra-muros est consacrée en 1603 par l’archevêque de Cambrai. En 1796, elle est consacrée au culte de la déesse Raison pendant l’occupation française. Elle sera rouverte sous le Consulat. Elle est classée comme monument depuis le 10 novembre 1941.

## État de conservation
Après la destruction de l'église de Brantignies, les habitants de la ville reconstruisent une nouvelle église dans l'intra-muros de la ville : c'est l’église Saint-Martin reconstruite définitivement en 1585 au bord de la rivière à quelques centaines de mètres du village primitif. Cette reconstruction est possible grâce à un redressement économique provoqué par la naissance de l’industrie verrière et métallurgique.
La décoration intérieure est décorée par des plafonds stuqués du XVIIIe siècle remplaçant les berceaux lambrissés primitifs. Avant, l’église était aussi décorée de lambris en chêne en style Louis XV d’une hauteur d’environ trois mètres. Le jubé en bois est daté de la deuxième moitié du XVIIIe siècle et il représente une tête de David et de sainte Cécile. En dessous de la chaire de Vérité est situé un polygone en marbre noir et blanc orné d’un œil de Dieu dans un delta mystique (fin XVIIIe-début XIXe siècle). Le pavement du chœur, daté du début XIXe siècle, est un damier de marbre noir et blanc.
Jusque dans les années 1980, les sources consultées ne donnent plus de renseignements sur l’état du bâtiment. Il n’y a qu’en mars 1980-1983 qu’une importante campagne de restauration est menée sur le gros œuvre qui possède le plus gros budget. Celui-ci est pris en charge par la firme Lixon. Le chantier révèle peu à peu des surprises qui vont gonfler le budget initialement prévu. En effet, toute la toiture doit être remplacée à cause des dommages de la Deuxième Guerre mondiale. Les matériaux utilisés sont des ardoises Fumay flamandes avec des clous galvanisés, du sapin rouge du nord de moins bonne qualité et du plomb pour le revêtement avec des clous d’attache en cuivre. Le clocher est réparé partiellement et les lucarnes de la flèche au-dessus du clocher sont rétablies dans leur état d’origine. L’extrémité de la flèche composée d’une boule, d’une croix et le sommet du poinçon seront aussi restaurés. De plus, les maçonneries extérieures des façades Ouest et Sud sont renouvelées avec des matériaux similaires à ceux d’origine ainsi que le soubassement de la chapelle nord-ouest. Les démontages ont montré le mauvais état du chœur qui a donc été consolidé. Un assèchement complet des murs extérieurs est aussi réalisé. De plus, une réparation des joints des soubassements et des parements des chapelles latérales nord est encore entreprise.
Enfin, la décoration baroque du XVIIIe siècle est démontée et la remise en état des plafonds et des enduits est abandonnée. Les voûtes de la nef sont aussi consolidées pour la stabilité de l’édifice. Les vitraux polychromes représentant saint Martin, la Vierge et saint Augustin sont remplacés par de nouveaux vitraux. Ces derniers sont refaits à l’identique des vitraux primitifs avec de simples mises sous plomb et des verrières beaucoup plus claires réalisées par M. Carpet. Le pavement est remis à niveau et certains carreaux défectueux sont remplacés. Pourtant, la restauration n’est pas terminée et en août 1986, une nouvelle phase des travaux est entreprise par les entreprises Lixon : les moulures sont redessinées et l’orgue est restauré par l’entreprise Delmotte.
Deux phases de restauration sont encore entreprises en 1994-1995 et en 1999-2000. La première phase entreprend de démolir les annexes construites autour du chœur dans les années 1950 près de la Dendre. La sacristie nord-ouest du XVIIe siècle est aussi démolie. L’accès au clocher est revu et des espaces de rangement pour le culte sont créés. La dernière phase des travaux commence en septembre 1999 : la structure du clocher et les abat-son de la toiture sont restaurés. L’étanchéité de la toiture et l’évacuation des eaux de pluie sont réparées ainsi que les corniches intérieures effondrées depuis 1992 et les corniches extérieures.
La restauration de l’église a été réalisée avec beaucoup de sérieux et de compétence : « les travaux visent à sauvegarder ou à consolider des éléments essentiels ». Mais il y a un problème : en mai 1993, un archéologue attaché au patrimoine dénonce les travaux de restauration. Ces derniers se sont réalisés sans une étude archéologique et historique du bâtiment. Et donc pour lui, les travaux ne se fondent sur rien ou alors sur des comparaisons avec des édifices semblables.[réf. nécessaire]

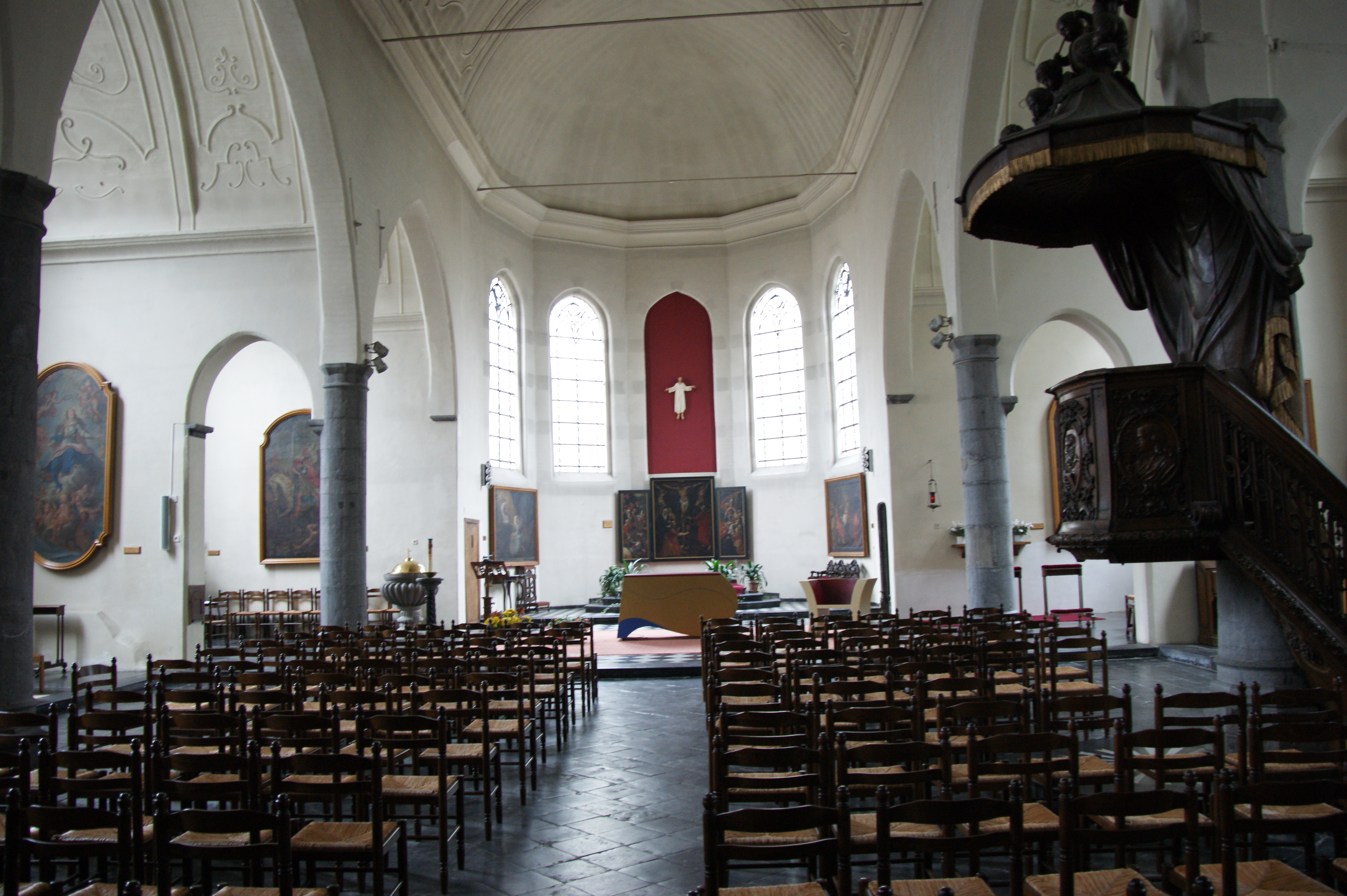
L'intérieur de l'église
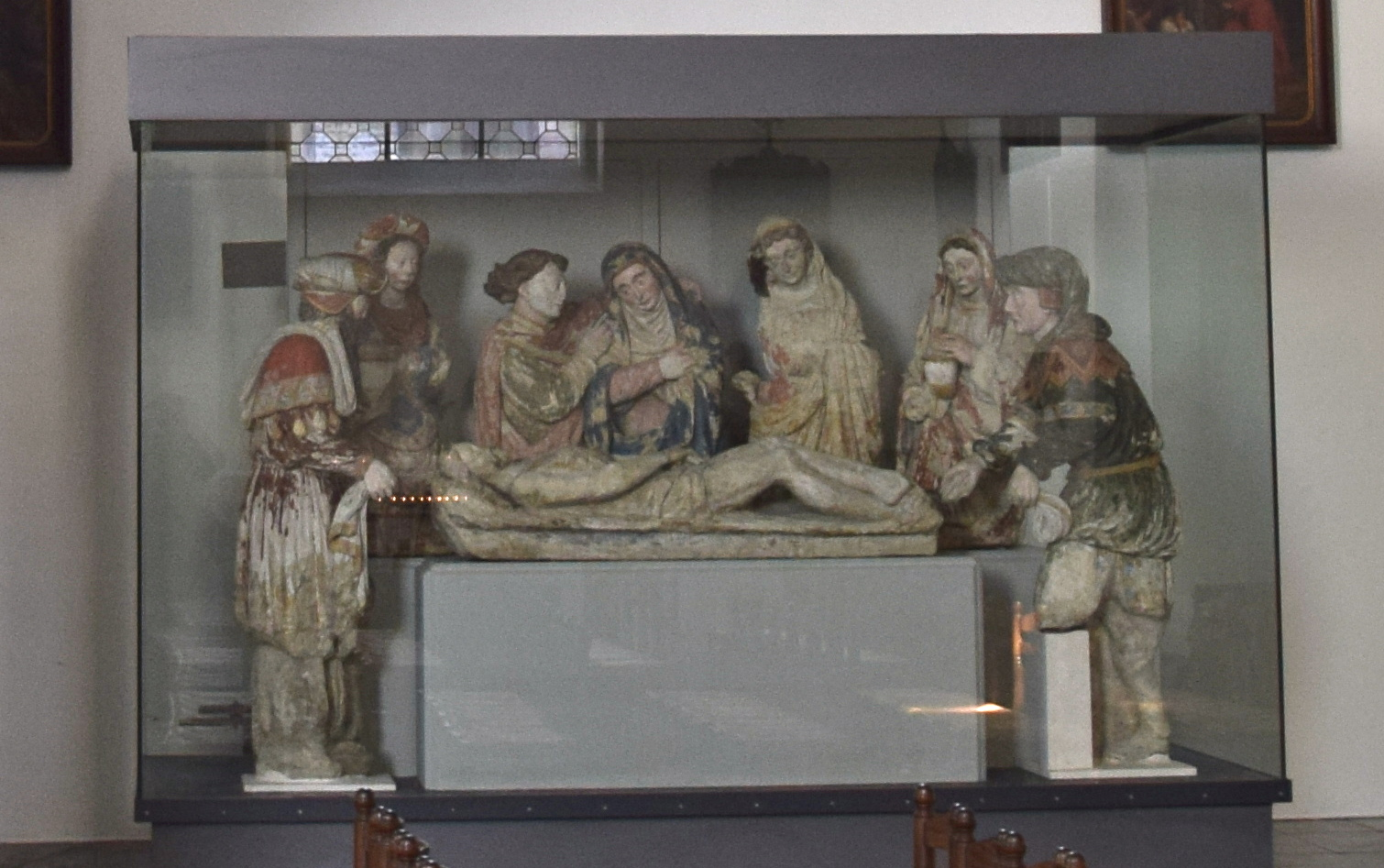
La mise au tombeau
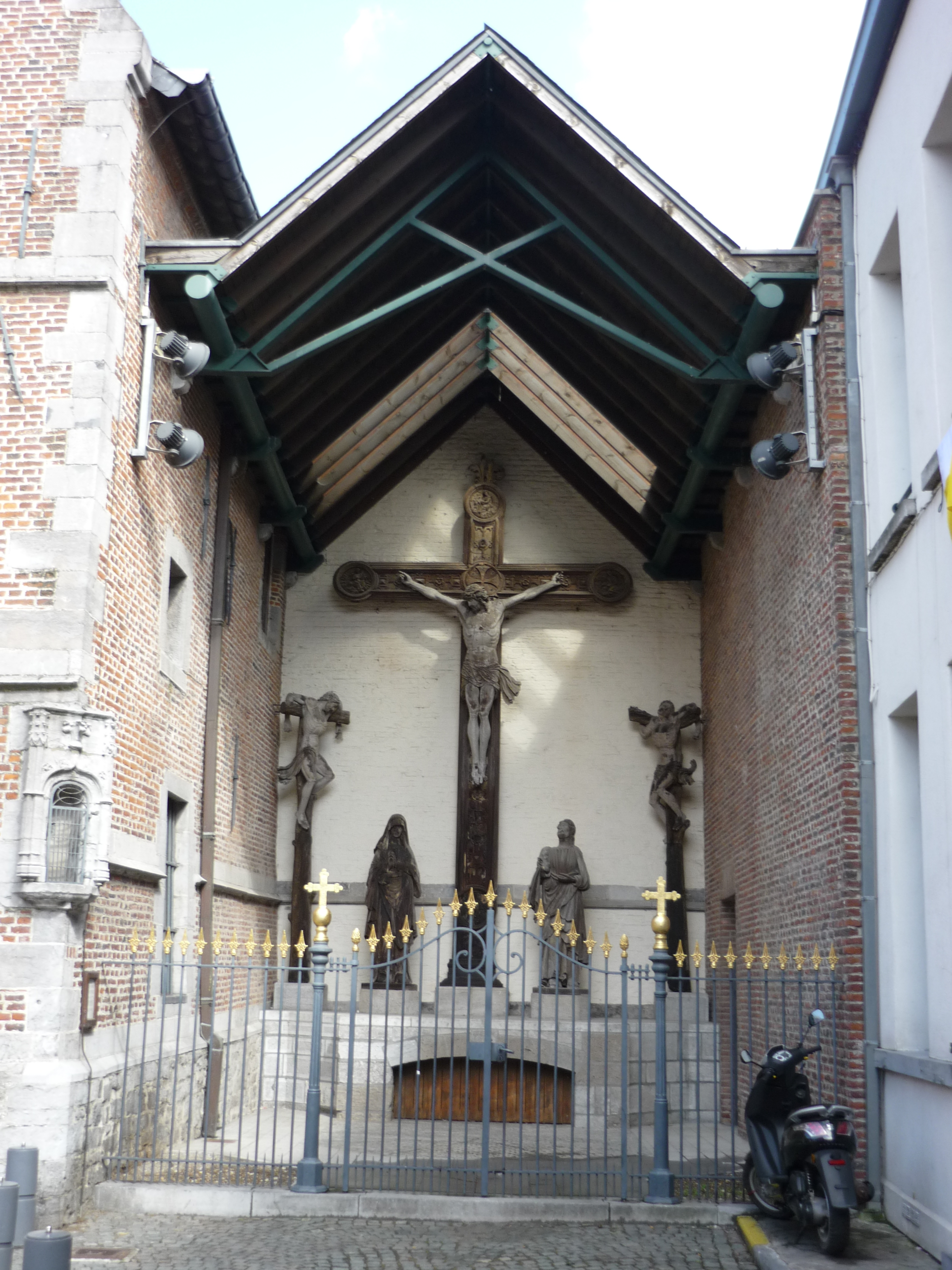
Le clavaire.

## Description
Le gros œuvre est constitué principalement de briques combinées avec les pierres calcaires de la région utilisées pour le soubassement, les angles, les encadrements des baies et leur archivolte. Le calcaire appelé « calcaire crinoïdique du tournaisien supérieur » provient principalement des carrières de Maffle ou de Blaton. Il est d’une polychromie gris bleu à gris moyen et il possède une bonne tenue en maçonnerie. La pierre de taille est peu sensible aux pollutions atmosphériques et elle garde une excellente résistance à l’usure. Les briques sont fabriquées à partir de l’argile couvrant toute la région.
Le plan de l’église comprend une nef à trois vaisseaux : un vaisseau central et deux bas-côtés. Ceux-ci sont plus étroits (1,75 m) et plus bas que le vaisseau central. Ils sont aussi doublés chacun de chapelles latérales à pignon. Le vaisseau central s’ouvre dans le chœur qui se termine par un chevet pentagonal. Des bardeaux lambrissés couvraient primitivement l’église qui possède une toiture très basse, en zinc, et soulignée d’une corniche de pierre. La façade occidentale se compose d’un avant-corps surmonté d’un clocher. Il se termine par une flèche effilée octogonale qui est percée de quatre fenêtres avec une horloge entre celles-ci. La flèche se finit par une girouette. Le clocher utilise la première travée comme base d’appui. Il est couvert d’une toiture en ardoises et d’égout retroussé et carré sur chaque face du clocher.
Cette façade en briques entourée de deux harpes est divisée en cinq registres et elle est soulignée par quatre cordons-larmiers horizontaux de couleur gris-clair. Le premier niveau ainsi que les autres façades possèdent un soubassement en moellons surmonté d’une épaisseur de pierres dont les retours font partie du large portail en plein cintre à archivolte retournée au centre de la façade. Dans le deuxième registre, quatre crampons sont présents à intervalles réguliers et la façade se rétrécit à partir du troisième registre grâce à des rampants en pierres. Le troisième registre est ouvert sur deux baies carrées entourées de pierres. Il possède des ancres gothiques. Des jeux de briques noires ornent en quinconce le quatrième registre et en croix pour le cinquième registre troué de crampons en croix.
Le portail est encadré de pierres moulurées avec un écu qui porte la date de 1585 en relief rappelant la date de construction de l’édifice. Au-dessus de l’archivolte du portail, un bas-relief représente la charité de saint Martin. Ce dernier donne la moitié de son manteau à un pauvre. Ce bas-relief possède des colonnes ioniques à fût cannelé entourent le sujet. Elles portent un entablement, un fronton triangulaire orné des armes de la ville d’Ath (fin XVIe – début XVIIe siècle) et des petites consoles sous la corniche d’appui. Dans l’angle Sud-ouest, une niche gothique saillante en pierre contenait une Vierge à l’enfant. Elle est fermée par un grillage et elle se compose d’une anse de panier avec des feuillages et des fleurons entre deux petits pinacles. Cette niche provenait de l’ancien refuge de l’abbaye de Cambron.
L’avant-corps sert de soutien à l’auvent, reconstruit dans les années quatre-vingt, placé pour protéger le Calvaire. Cette partie est soulignée par un cordon-larmier dont l’horizontalité est brisée par une fenêtre grillagée à linteau en pierres. Au-dessus de celle-ci, se situent une petite fenêtre encadrée de pierres et plus haut sur le côté droit, une autre fenêtre alternant dans son encadrement brique et pierre. Entre les deux fenêtres, des ancres simples ou en Y et une croix ressortent dans le jeu des briques sombres. À l’angle Nord-ouest se situe la chapelle qui contenait les fonts baptismaux et la chaufferie. Elle possède un soubassement en moellons et elle est percée de deux baies à encadrement alternant brique et pierre dont une des baies rejoint le soubassement par deux lignes verticales en pierres à chaque extrémité. Au-dessus de la chapelle, une baie reproduit ce même schéma et des crampons simples et en Y apparaissent à côté de cette dernière. À côté de la chapelle, une porte à linteau de pierre en bâtière sur montants chaînés ouvre sur un court escalier à vis. Au-dessus de celle-ci apparait un cordon-larmier.
Chaque baie ogivale en arc brisé des façades latérales et du chœur est composée d’un contour large en double biseau alternant brique et pierre. Seul le pan axial du chœur est comblé. La façade orientale, comme les façades latérales et la façade occidentale, sont en briques avec un soubassement en moellons surmonté par une chaîne de pierre et elles sont aussi barrées d’un cordon-larmier. Le chœur possède un soubassement de dimension plus réduite que le soubassement des autres façades. Ce dernier est relié au linteau de pierres par des pierres posées verticalement sur chaque angle des pans du chœur. Seul le deuxième pan au Sud-est garde un soubassement en moellons de plus grande taille.
Les façades latérales Nord et Sud au nombre de six sont composées de pignons triangulaires à pente raide correspondant aux anciens berceaux lambrissés des collatéraux. Une sacristie plus récente du XVIIe siècle est juxtaposée à la chapelle au Nord-est. Elle est partiellement en brique sauf pour le soubassement et l’encadrement des baies. La sacristie possède une fenêtre en arc brisé dont l’ébrasement de brique se ponctue d’une clé et de quelques harpes de pierre. Elle communiquait avec des constructions basses du milieu du XXe siècle qui ont disparu aujourd’hui en même temps que la sacristie. Aujourd’hui, ce mur Nord ne possède pas de soubassement en moellons car la façade est entièrement en briques, sauf pour la chaîne de pierre et le cordon-larmier, tout comme le côté Est de la sacristie au Sud-est du XVIe siècle. Celle-ci est adossée à la chapelle et elle est percée d’une porte en bois encadrée de pierres avec un soubassement.
À l’intérieur, la large nef ainsi que les chapelles latérales sont couvertes depuis le XVIIIe siècle d’une fausse voûte stuquée qui remplace l’ancien berceau lambrissé du XVIe siècle. La nef présente une voûte en plein cintre et les chapelles latérales, une voûte en arc brisé. Le jubé surplombe l’entrée de la nef dont le plafond est décoré de motifs ornementaux. La nef possède ses propres motifs décoratifs en stuc de même que les chapelles latérales. Pourtant, les chapelles Nord et Sud utilisent des décorations selon trois styles différents. De plus, seule la voûte du chœur ne possède pas de décorations.
La nef centrale possède quatre colonnes en pierre à chapiteaux avec des moulurations prismatiques qui sont gravées de marques de carriers. Elle s’ouvre sur des arcs brisés soutenus par ces colonnes aux bases octogonales pour le centre et par des consoles aux extrémités. Les pseudo-collatéraux étroits desservent des chapelles dont les arcs brisés sur des consoles relient les travées des bas-côtés entre elles. On les nomme pseudo-collatéraux car leur dimension trop étroite n’en font pas des collatéraux. Les deux consoles du centre sont intégrées aux avant-derniers tambours des colonnes. Dans le chœur au Sud, une porte gothique de la sacristie primitive à vantail en chêne clouté subsiste avec un verrou et une serrure ancienne. Le chambranle de pierre gothique repose sur des bases prismatiques et la porte comporte un arc en anse de panier. De l’autre côté se trouve une porte en bois plus récente qui n’apparaît pas à l’extérieur. La sacristie au Nord-est est couverte d’une voûte d’arêtes en briques peintes retombant sur des piliers d’angle en pierre de section quadrangulaire en délit.
Les vitraux ornementaux du chœur sont composés d’un arc en plein cintre divisés en compartiments distincts par des éléments en plomb. Ils sont constitués de cercles de différentes couleurs à l’intérieur remplaçant, après les restaurations, les vitraux avec des figures de saints. Pour les chapelles, les vitraux sont plus simples : ils sont divisés en compartiments de différentes couleurs. Un des vitraux est marqué du nom de l’entrepreneur.
Au pied de la chaire de Vérité contre une colonne de la première chapelle Sud, un polygone en marbre noir et blanc est orné d’un œil de Dieu dans un delta mystique. Le pavement dans l’édifice est en pierre bleue sauf pour le chœur et la deuxième travée Nord et Sud qui utilisent un pavement à damier en marbre noir et blanc. Une estrade donne sur un pavement en damier qui est limité aux colonnes de la nef. Ces dernières sont intégrées dans l’estrade pour la longueur et aux murs du chœur pour la largeur. Ce pavement en damier s’alterne avec un élément en pierre bleue pour ensuite revenir au plan en damier à partir du chœur. Après, elle donne accès par une estrade au pavement en damier du chœur plus concentré et à trois marches vers le pan axial aveugle. Les chapelles latérales sont marquées aussi par une estrade. Des dalles funéraires en pierre parsèment les collatéraux.

### Style
L’édifice se caractérise par un style gothique hennuyer de la fin du Moyen Âge. Ce groupe se limite à l’ancien comté de Hainaut et s’applique surtout à des édifices religieux de campagne. Il doit son expansion à l’industrie du fer et aux carrières de la région pour les matériaux locaux comme la pierre. Ce gothique hennuyer est d’une grande unité stylistique dans tout le Hainaut et l’homogénéité de cette église donne un point de repère chronologique et stylistique de cette architecture hennuyère.
Le plus souvent, il s’agit d’église-halle avec les trois vaisseaux d’égales hauteurs, mais pour les églises rurales, on remarque un compromis entre la basilique et la halle à cause de l’économie et du peu de moyens pour les modestes églises paroissiales. En effet, la nef est légèrement plus haute par rapport aux collatéraux et elle n’est pas éclairée directement. Cela a pour résultat que la lumière vient des baies latérales. L’édifice conserve aussi un style ogival qui se remarque dans les fenêtres et les six chapelles des bas-côtés.
Cette architecture du XVIe siècle se marque par une forte inclinaison de la toiture qui se prolonge dans l’avant-corps avec son clocher ardoisé, les jeux des briques noires sur la façade, l’appareillage de l’ensemble en briques et en pierres  et les chapiteaux polygonaux à l’intérieur de l’édifice. L’église est aussi un modèle pour la représentation du gothique en Hainaut par sa silhouette en dents de scie grâce à ses différents pignons latéraux. Enfin, le bâtiment s’inscrit dans le style du gothique hennuyer grâce à la hauteur des vaisseaux, les travées rythmées par les pignons des collatéraux et le chœur peu profond.